# LightSail
LightSail - космічний апарат, складається з чотирьох сонячних вітрил трикутної форми і трьох супутників CubeSat. LightSail був запущений 20 травня 2015 за допомогою ракети-носія Atlas V. Разом з ним на орбіту були відправлені ще сім супутників CubeSat, а також корабель ВПС США Boeing X-37.
Передбачається, що супутник буде приводитися в рух під дією тиску сонячного вітрила, загальна площа якого, виготовленого з майлару, дорівнює 32 квадратним метрам.